# أرنا سيف بالسدوتير
أرنا سيف بالسدوتير مواليد 5 يناير 1988، هي لاعبة كرة يد أيسلندية. مثلت منتخب أيسلندا لكرة اليد.

## سجل المنافسة
شاركت في البطولات التالية:
- بطولة العالم لكرة اليد للسيدات 2011 [1]
- بطولة أوروبا لكرة اليد للسيدات 2012

## روابط خارجية
- أرنا سيف بالسدوتير على موقع الاتحاد الأوروبي لكرة اليد (الإنجليزية)